# Anopheles anomalophyllus
Anopheles anomalophyllus este o specie de țânțari din genul Anopheles, descrisă de William H.W. Komp în anul 1936. Conform Catalogue of Life specia Anopheles anomalophyllus nu are subspecii cunoscute.